# Krakenzee

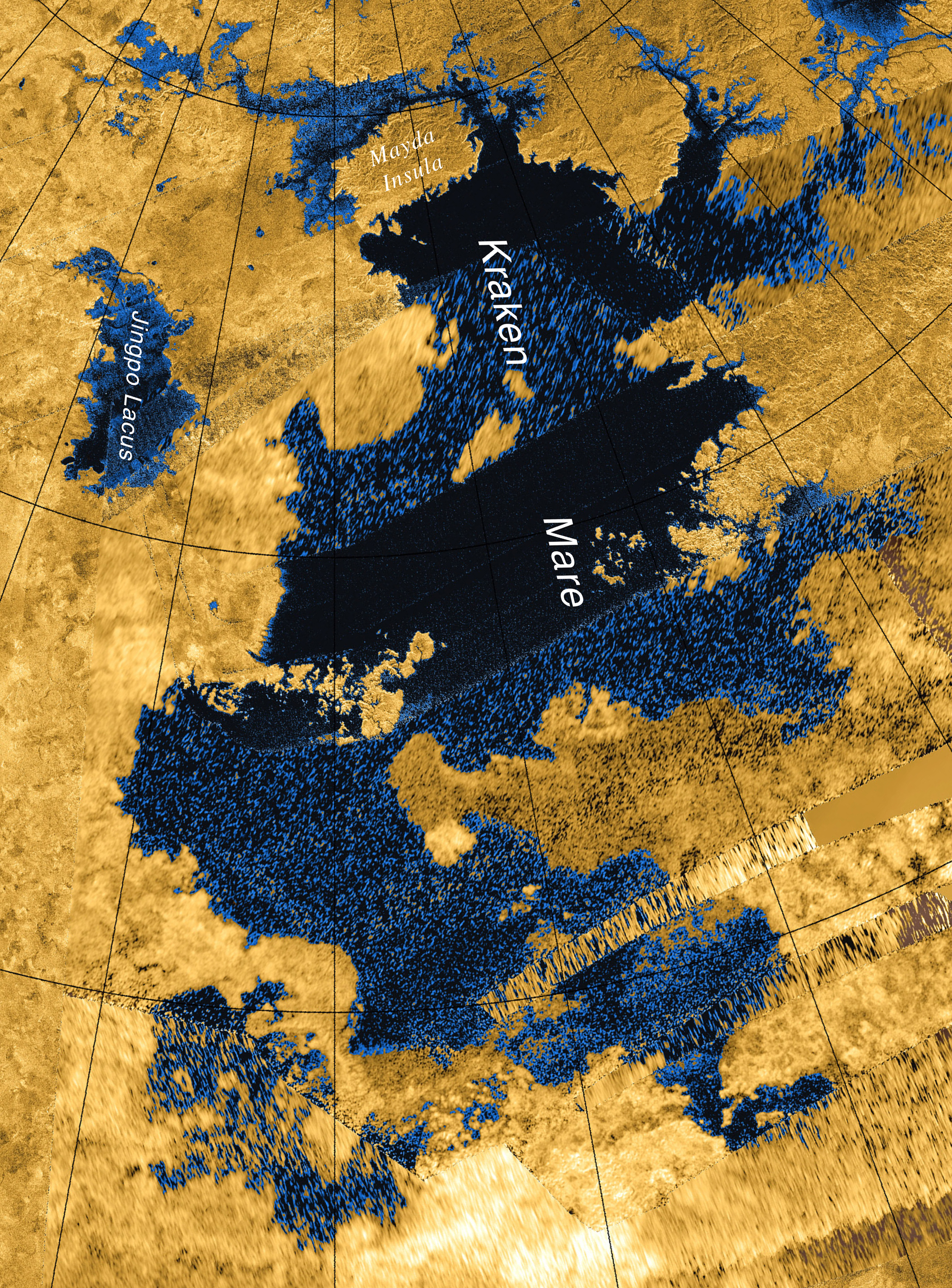
Krakenzee

De Krakenzee of Kraken Mare is het grootste door vloeistof bedekte gebied aan de oppervlakte van Saturnus' maan Titan.
Het gebied is ontdekt in 2007 door de Cassini-Huygens-sonde en is in 2008 vernoemd naar het mythische zeemonster Kraken.
De coördinaten van de zee zijn 68°N 310°W. Dit is zeer dicht bij de noordpool van Titan. De Krakenzee is 1.170 km in diameter en is in totaal 400.000 km² groot, ongeveer dezelfde afmeting als de Kaspische Zee. De zee bestaat vooral uit koolwaterstoffen.